# Toopy & Binoo

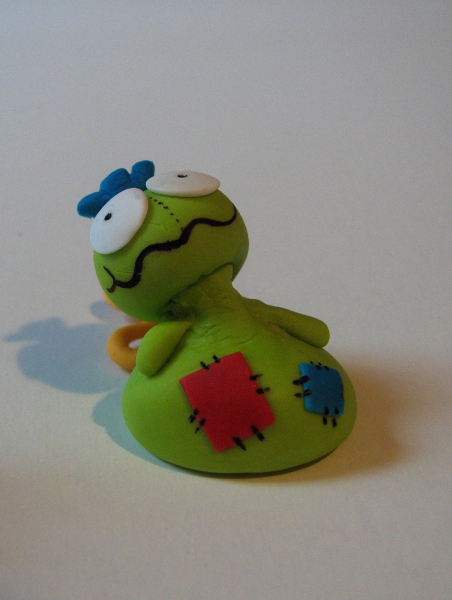
Cobertura para cupcakes hecha a mano con fondant de Patchy Patch, de la serie de televisión infantil canadiense Toopy y Binoo.

Toopy y Binoo es una serie animada producida por Spectra Animation (Echo Media), Treehouse TV Original Production. Los personajes originales fueron creados por Dominique Jolin.
En total se produjeron un total de 175 episodios.

## Trama
Toopy y Binoo es una serie sobre un ratón llamado Toopy y su mejor amigo que es un gato de baja estatura llamado Binoo. En cada episodio se puede ver que ambos personajes están en una aventura y que es imaginada por ambos personajes. Toopy es el único personaje que puede hablar y el más entusiasta.

## Creación
"Toupie et Binou" era el título de las colección de libros infantiles creados por Dominique Jolin. La misma colección está traducida en inglés como "Washington and Deecee". Además el gato Binoo tenía la serie en donde aparecía solo, sin embargo se agregó el personaje de Toopy para complementar la serie. Pero cuando las productoras compraron la serie se realizaron varios cambios, entre los que destaca el nuevo título de la serie "Toopy y Binoo", y además se agregaron personajes secundarios.

## Personajes
- Toopy - Un ratón gigante que viste una camiseta roja, es el coprotagonista del programa, posee una amplia imaginación y lleva a Binoo a lugares imaginarios creados por ambos.

- Binoo - Un pequeño gato de peluche blanco, se comunica con señas y es amigo de Toopy.